# スティーヴン・デイグル
スティーブン・ポール・デイグル（Steven "Paul" Daigle, 1973年5月24日 - ）は、アメリカの俳優、テレビのパーソナリティ、ポルノ俳優。ゲイ・ポルノや米国のリアリティ番組である『ビッグ・ブラザー』で知られている。

## 略歴
デイグルは地理コンサルタントであり、ロデオの競技参加者でもあった。彼はテキサス州ハンツビルのサムヒューストン州立大学とデントンの北テキサス大学に通っていた。デイグルは一般的な農業/マーケティングで学士号を取得した。
デイグルは、ゲイ・ロデオ・サーキットでチャンピオンになったブル・ライダーである 。

## アダルトポルノパフォーマー
デイグルは、チ・チ・ラルーがChannel 1で監督したゲイ・ポルノ映画「Steven Daigle XXXposed」に出演することに同意、ビデオは 2010年2月20日にリリースされた。それ以来、彼はゲイポルノ映画に定期的に出演している 。
デイグルは異性愛者向けのポルノにも登場していると報告された。 2010年10月1日、彼は2人の女性と一緒にビデオに出演し、初めて異性愛者とのシーンを行った  。彼は若い頃に女性と性行為に及んだ事はあるが、ビデオで行為をするのは初めてであり、同時に2人の女性と性行為に及ぶのも初めてであった 。ビデオではコンドームが使用されていなかったため、物議を醸した。デイグルはこれらの反応に対し、これらが同性愛嫌悪に根ざしたものであり「十字架につけられた」と主張している  。

## フィルモグラフィ（一部）
| 年     | タイトル                 | 役割                   | ノート               | 賞                                        |
| ------ | ------------------------ | ---------------------- | -------------------- | ----------------------------------------- |
| 2008年 | ビッグブラザー 10        | 彼自身                 | リアリティテレビ番組 |                                           |
| 2009年 | ブッチ ファクター        | 彼自身                 | ドキュメンタリー     |                                           |
| 2010年 | Steven Daigle XXXposed   | スティーブン・デイグル | ポルノ               | GayVNアワードのベストレンティングタイトル |
| 2010年 | Fuck U                   | スティーブン・デイグル | ポルノ               |                                           |
| 2010年 | Snapshot                 | スティーブン・デイグル | ポルノ               |                                           |
| 2010年 | Audition 35:Bigshot      | スティーブン・デイグル | ポルノ               |                                           |
| 2010年 | Police Academy Gangbang  | Cadet Daigle           | ポルノ               |                                           |
| 2011   | Assassin                 | スティーブン・デイグル | ポルノ               |                                           |
| 2011   | Eating Out 4: Drama Camp | コナー                 | 端役                 |                                           |

## 賞とノミネート
受賞
- グラビー・アワード; 2011; Best Newcomers

ノミネート
- グラビー・アワード 2011 Best Performers

## 私生活
デイグルは、若い頃は女性と性行為に及んだりもしたが、現在は男性を好み、ゲイの男性であると認識していると述べている 。
2010年10月、デイグルは、彼の現在の元ボーイフレンドでありポルノ俳優の仲間であるトレント・ロックを殴打した疑いで逮捕され、軽犯罪で調書を取られた。事件の後、ロックは集中治療室に入院した  。